# Cochinchidema pilosa
Cochinchidema pilosa är en skalbaggsart som beskrevs av Marc Lacroix 1996. Cochinchidema pilosa ingår i släktet Cochinchidema och familjen Melolonthidae. Inga underarter finns listade i Catalogue of Life.